# Huệ Nông
Huệ Nông (tiếng Trung: 惠农区, Hán Việt: Huệ Nông khu) là một quận thuộc địa cấp thị Thạch Chủy Sơn, Khu tự trị dân tộc Hồi Ninh Hạ, Cộng hòa Nhân dân Trung Hoa. Huệ Nông có diện tích 1088 km2, dân số khoảng 200.000 người. Mã số bưu chính của Huệ Nông là 7532600

## Hành chính
Quận Huệ Nông được chia ra làm 12 đơn vị hành chính cấp hương gồm 6 nhai đạo, 3 trấn và 3 hương. Ngoài ra quận này còn quản lí 3 đơn vị ngang cấp hương khác.
- Nhai đạo: Dục Tài Lộ (育才路街道), Nam Nhai (南街街道), Trung Nhai (中街街道), Bắc Nhai (北街街道), Hà Tân (河滨街道), Hỏa Xa Trạm (火车站街道)
- Trấn: Hồng Quả Tử (红果子镇); Vĩ Áp (尾闸镇), Viên Nghệ (园艺镇)
- Hương: Miếu Đài (庙台乡), Lễ Hòa (礼和乡), Yến Tử Đôn (燕子墩乡)

Đơn vị ngang cấp hương khác
- Nông trường Giản Tuyền (简泉农场)
- Trang trại nông lâm quốc doanh (国营农林牧场)
- Khu trồng trọt chăn nuôi giống tốt (良种繁殖场)